# Ratched (TV-serie)
Ratched är en amerikansk psykologisk thriller-TV-serie skapad av Evan Romansky, utvecklad av Ryan Murphy och med Sarah Paulson i huvudrollen som sjuksköterskan Mildred Ratched. En föregångare till Miloš Formans film från 1975 Gökboet (baserad på Ken Keseys roman med samma namn från 1962), den skildrar Mildred Ratcheds liv före händelserna som skildras i filmen, om än i en annan stat (Kalifornien och inte Oregon). Ratched fick en order på två säsonger; den första säsongen hade premiär på Netflix den 18 september 2020.

## Skådespelare och karaktärer

### Huvudkaraktärer
- Sarah Paulson som sjuksköterskan Mildred Ratched, en sjuksköterska som anställs av Dr. Hanover för att arbeta på Lucia State Hospital, men hennes motiv för arbetet där är att bryta ut sin fosterbror Edmund från sjukhuset efter att han blivit inlagd där för att ha dödat flera präster
- Finn Wittrock som Edmund Tolleson, den mordiska och mentalt instabila brodern till Ratched, en inlagd på Lucia State Hospital
- Cynthia Nixon som Gwendolyn Briggs, guvernör Willburns pressekreterare och kampanjchef, och Ratcheds kärleksintresse.
- Jon Jon Briones som Dr. Richard Hanover/Dr. Manuel Bañaga, chef för Lucia State Hospital som anställer Ratched
- Charlie Carver som Huck Finnigan, en sjukvårdare vid Lucia State Hospital, hans ansikte är svårt vanställt av en krigsskada. Han blir senare befordrad till översköterska efter att Betsy tagit över sjukhuset från Dr. Hanover
- Judy Davis som sjuksköterskan Betsy Bucket, översköterska på Lucia State Hospital och en rival till Ratched. Hon tar senare över sjukhuset från Dr. Hanover efter att han rymt från polisen för sina tidigare brott
- Sharon Stone som Lenore Osgood, en förmögen arvtagerska som anlitar en torped för att döda Dr. Hanover för att ha vanställt hennes son efter att hon anlitat honom för att behandla sin sons psykiska sjukdom

### Återkommande
- Corey Stoll som Charles Wainwright, en privatdetektiv och torped som accepterar ett kontrakt om att mörda Dr. Hanover från Lenore Osgood
- Vincent D'Onofrio som guvernör George Willburn, Kaliforniens guvernör
- Alice Englert som sjuksköterskan Dolly, en sjuksköterskepraktikant med odiagnostiserad nymfomani på Lucia State, och Edmunds kärleksintresse
- Amanda Plummer som Louise, ägaren till motellet som Ratched och Wainwright bor på och även långvarig vän till Nurse Bucket
- Jermaine Williams som Harold, en säkerhetsvakt på Lucia State
- Annie Starke som Lily Cartwright, en patient på Lucia State som behandlas för sin lesbianism
- Brandon Flynn som Henry Osgood, Lenores psykopatiske mördarson som blev amputerad av Dr. Hanover när han var hans patient
- Michael Benjamin Washington som Trevor Briggs, Gwendolyns man som hon är i ett äktenskap med
- Sophie Okonedo som Charlotte Wells, en patient på Lucia State med dissociativ identitetsstörning

### Gäst
- Hunter Parrish som Fader Andrews
- Robert Curtis Brown som Monsignor Sullivan
- David Wells som Fader Murphy
- Emily Mest som sjuksköterskan Amelia Emerson
- Daniel Di Tomasso som Dario Salvatore
- Harriet Sansom Harris som Ingrid Blix, en operasångerska som lobotomeras
- Liz Femi som Leona
- Joseph Marcell som Len Bronley
- Ben Crowley som Reggie Hampson
- Rosanna Arquette som Anna, Ratched och Edmunds tidigare handläggare inom fosterhemssystemet
- Kerry Knuppe som Doris Mayfair
- Benjamin Rigby som Case Hitchen
- Teo Briones som Peter, en pojke som lobotomeras av Dr. Hanover för att bota hans dagdrömmande

## Produktion

### Skapandet
Den 6 september 2017 avslöjades det att Netflix hade gett produktionen en serieorder för två säsonger. Netflix ska ha vunnit ett budkrig mot Hulu och Apple som också var intresserade av att utveckla projektet. Serien skapades av Evan Romansky som också skrev det första avsnittet "pilot". Hans manus togs så småningom emot av tv-producenten Ryan Murphy, som sedan tillbringade ett år med att säkra rättigheterna till Nurse Ratched-karaktären och deltagandet av Saul Zaentz egendom och Michael Douglas, som ägde filmrättigheterna till Gökboet. Murphy regisserade det första avsnitten och den verkställande produktionen tillsammans med Douglas, Aleen Keshishian, Margaret Riley och Jacob Epstein. Produktionsbolag inblandade i serien inkluderar Fox 21 Television Studios, The Saul Zaentz Company och Ryan Murphy Productions.

### Medverkande
Vid sidan av seriens ordermeddelande bekräftades det att Sarah Paulson hade fått rollen som Nurse Ratcheds. Den 11 december 2018 rapporterades det att Finn Wittrock och Jon Jon Briones hade anslutit sig till seriens rollbesättning. Den 14 januari 2019 avlöjades det att Charlie Carver, Judy Davis, Harriet Harris, Cynthia Nixon, Hunter Parrish, Amanda Plummer, Corey Stoll och Sharon Stone hade fått rollerna i serien. I februari 2019 rapporterades det att Rosanna Arquette, Vincent D'Onofrio, Don Cheadle, Alice Englert, Annie Starke och Stan Van Winkle hade fått återkommande roller. Den 29 juli 2020 rapporterades det att Sophie Okonedo, Liz Femi och Brandon Flynn fick återkommande roller.

### Filmning
Inspelningen av den första säsongen ägde rum i början av 2019 i Los Angeles och 20th Century Fox Studios. En av inspelningsplatserna var det historiska Adamson House i Malibu.

## Släpp
Serien hade premiär den 18 september 2020, efter att den officiella trailern släpptes den 4 augusti.